# Urda
Urda es un municipio y localidad española de la provincia de Toledo, en la comunidad autónoma de Castilla-La Mancha. El término tiene una población de 2494 habitantes (INE 2024).

## Geografía

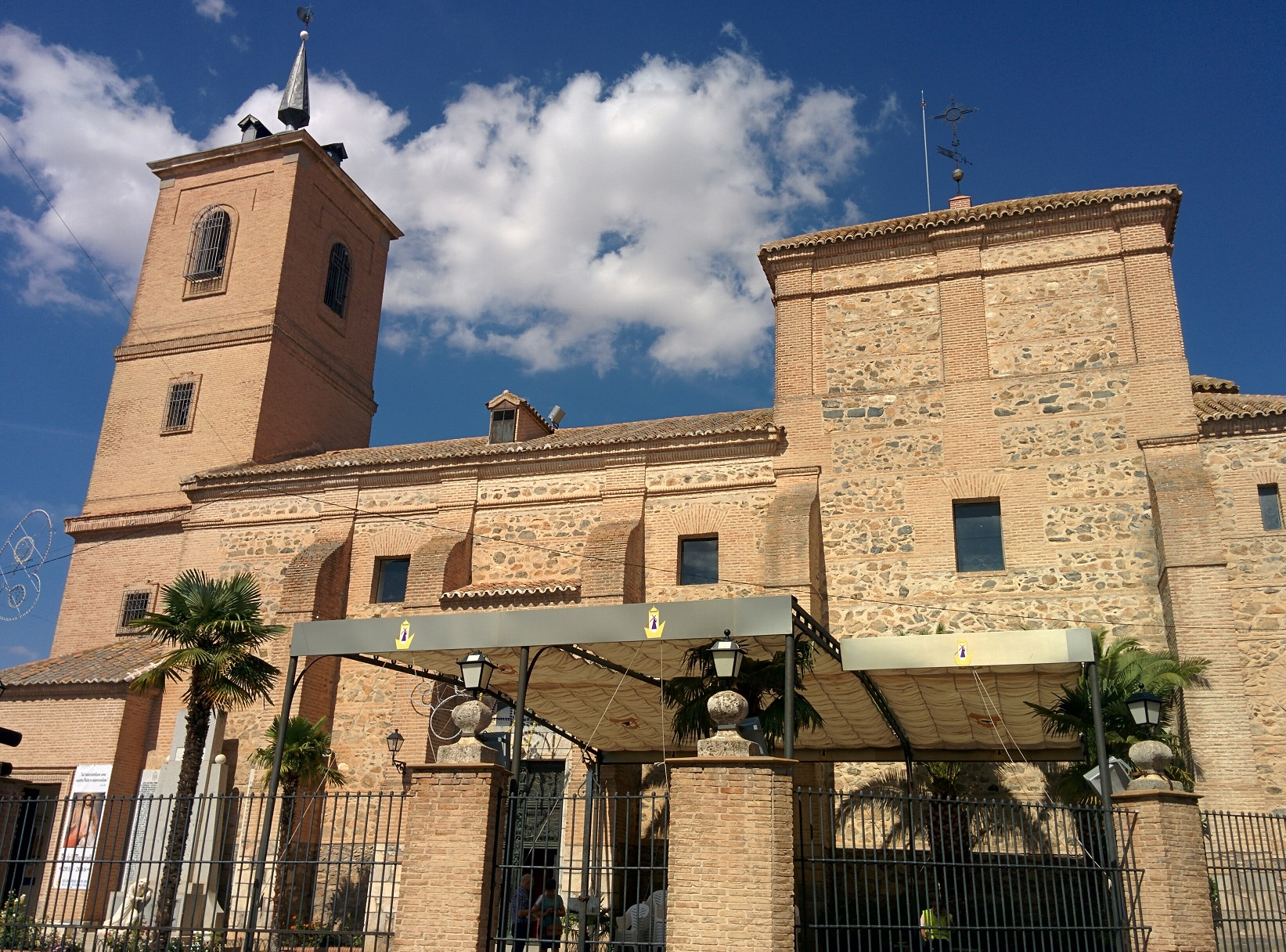
Santuario del Cristo de la Veracruz

Urda tiene 2705 habitantes censados en 2016, cercano a la localidad de Consuegra, y a unos 70 km de Toledo. Su término municipal se sitúa a caballo entre las comarcas naturales de los Montes de Toledo y La Mancha, concretamente en las faldas de la sierra de la Calderina, donde además nace el río Amarguillo, que transcurre por todo el término, buscando su desembocadura al río Cigüela.
| Noroeste: Los Yébenes      | Norte: Consuegra                               | Noreste: Consuegra               |
| Oeste: Los Yébenes         |                                                | Este: Consuegra                  |
| Suroeste: Fuente el Fresno | Sur: Villarrubia de los Ojos, Fuente el Fresno | Sureste: Villarrubia de los Ojos |

### Clima
Urda tiene un clima mediterráneo continentalizado de inviernos fríos de precipitación moderada y veranos muy calurosos y secos.
El mes más frío es enero con una media de temperaturas de 4,7 °C, mientras que el mes más caluroso es julio con una temperatura media de 24,7 °C. Las precipitaciones en invierno suelen ser frecuentes aunque no excesivas mientras que en los veranos se registra poca precipitación, produciéndose principalmente en forma de tormenta. Las estaciones más lluviosas son el otoño y la primavera siendo esta ligeramente más lluviosa por los meses de abril y mayo con una media de 51 mm.
Las nevadas son ocasionales y principalmente en invierno, pero las heladas son bastante más frecuentes dándose especialmente de diciembre a marzo. Las temperaturas máximas en verano son de 34 °C de media alcanzando durante la estación muchas veces los 40 °C e incluso superándolos en ocasiones, las mínimas en la estación estival son de unos 19 °C de mínima produciéndose muchas veces noches tropicales, mientras que en invierno las máximas no sobrepasan los 10 °C, y las mínimas se encuentran en torno a -1 °C bajando en ocasiones por debajo de los -5 °C. 
La niebla es un fenómeno muy habitual en días anticiclónicos de invierno, pudiendo aguantar en ocasiones todo el día.
Julio es el mes más seco con 7 mm de media, pero a pesar de esto las tormentas se dan con bastante frecuencia en verano pudiendo ser fuertes.

### Vegetación
Desarrolla una vegetación de encinas y chaparros, con algunos pinares de repoblación.

## Historia
El territorio estuvo habitado por los carpetanos, evitando la romanización de Urda y la posterior entrada de los árabes. Los habitantes del lugar fueron utilizados como soldados durante la Reconquista, consiguiendo por tanto beneficios de los reyes.
Un documento de finales del siglo XVIII afirma que los comienzos del poblado fueron colmeneros. Con la explotación extensiva de las colmenas debió ir la de la caza. Urda carece de carta de población, pero se la nombra en una concordia habida entre las órdenes de Calatrava y San Juan en 1232 como aldea de Consuegra perteneciendo por tanto a la orden de San Juan. Posteriormente en 1557 se le declara villa separándose por tanto de Consuegra.
A mediados del siglo XIX, el lugar contaba con una población censada de 2084 habitantes. La localidad aparece descrita en el decimoquinto volumen del Diccionario geográfico-estadístico-histórico de España y sus posesiones de Ultramar de Pascual Madoz de la siguiente manera:

URDA: v. con ayunt. en la prov y dióc. de Toledo (10 leg.), part. jud. de Madridejos (3), aud. terr. de Madrid (20), c. g. de Castilla la Nueva: sit. en dos collados con un valle intermedio, por donde corre el r. Amarguillo; es de clima frio; reinan los vientos N. y S., y se padecen catarrales. Tiene 609 casas, la mayor parte estrechas é insalubres; casa de ayunt. y cárcel en un mismo edificio; 2 paneras del pósito, tercia en buen estado; casa-hospital,cuyas oficinas se han habilitado para escuela, la cual se halla dotada con 1,100 rs. de los fondos públicos, y asisten 140 niños; igl. parr. (San Juan Bautista), con curato de término, de patronato del gran prior de San Juan, y 2 ermitas con la advocacion del Smo. Cristo de la Cruz acuestas, de gran devocion en el pais, y la Concepcion, situadas en cada uno de los collados de la v. Se surte de aguas potables en los muchos pozos que hay, las cuales son de mediana calidad. Confina el térm. por N. y E. con el de Consuegra; S. Villarrubia de los Ojos de Guadiana y Fuente el Fresno (Ciudad-Real), y O. Yébenes: estendiéndose de 1 á 2 leg., y comprende el cas. llamado la Serrana á 1 1/2 leg. al S.: varios montes de encina y tierras de labor, en terreno pedregoso y bastante árido, con canteras de jaspes muy preciosos, minas de alcohol, y aun de plata y oro, sin mas r. que el citado Amarguillo, bien insignificante. Los caminos son vecinales á los pueblos inmediatos, cruzando el pueblo la calzada de Toledo á Ciudad-Real, en mal estado: el correo se recibe en Madridejos por balijero tres veces á la semana. prod.: trigo, cebada, centeno, avena, azafran, legumbres, vino y aceite; se mantiene ganado lanar, cabrio, vacuno y de cerda, y se cria caza mayor y menor. ind.: fabricacion de carbon en el invierno, y su conduccion en carretas á Madrid, durante el verano; seis molinos de viento, 5 tahonas, y se celebra una feria muy concurrida el 29 de setiembre, como festividad del Smo. Cristo. pobl.: 517 vec., 2,084 alm. cap. prod.: 1.679,300 rs. imp.: 62,982. contr.: segun el cálculo oficial de la prov. 74'48 por 100.
(Madoz, 1849, pp. 221-222)

## Demografía
Cuenta con una población de 2494 habitantes (INE 2024).
| Gráfica de evolución demográfica de Urda entre 1842 y 2021                                                            |
| |
| Población de derecho según los censos de población del INE. Población de hecho según los censos de población del INE. |

## Economía
Entre su actividad económica destacan la ganadería y la agricultura de secano, especialmente de cereales y olivo, además, están cobrando cada vez más protagonismo, el turismo rural y la actividad cinegética.
En el pasado también tuvieron importancia la producción de carbón vegetal, la apicultura y sus canteras de mármol.

### Agricultura
Hay un limitado aprovechamiento agrícola en función de que las tierras cultivadas son pedregosas y poco profundas. Las 184 ha dedicadas a regadío producen alfalfa, patatas, maíz y tomates. En secano hat un marcado predominio de los cereales, que ocupan 2700 ha, sobre las leguminosas, el viñedo (420 ha) y el olivar (812 ha).

### Ganadería
El pastoreo del lanar aprovecha 5720 ha de pastos. Porcinos y caprinos, junto a la cunicultura y apicultura, completan la cabaña ganadera.

### Industria
Destaca una industria doméstica de elaboración de quesos, una de artículos de piel y una extractora de aceite.

## Transportes
Carreteras
Por Urda pasan o se inician las siguientes carreteras:
- CM-4116 que va desde el cruce de la N-401 a Consuegra pasando por Urda. El cruce con la N-401 se sitúa en el km 132 aproximadamente y tiene una longitud de 8 km más otros 11 km hasta Consuegra.
- CM-4167 que une Urda con la N-401 para ir a Fuente el Fresno y Ciudad Real. Tiene 11 km de longitud y el cruce se sitúa en el km. 144 aproximadamente de la N-401.
- TO-3268 que va a Villarrubia de los Ojos por el puerto de los Santos. Tiene 31 km de longitud aproximadamente.

## Monumentos

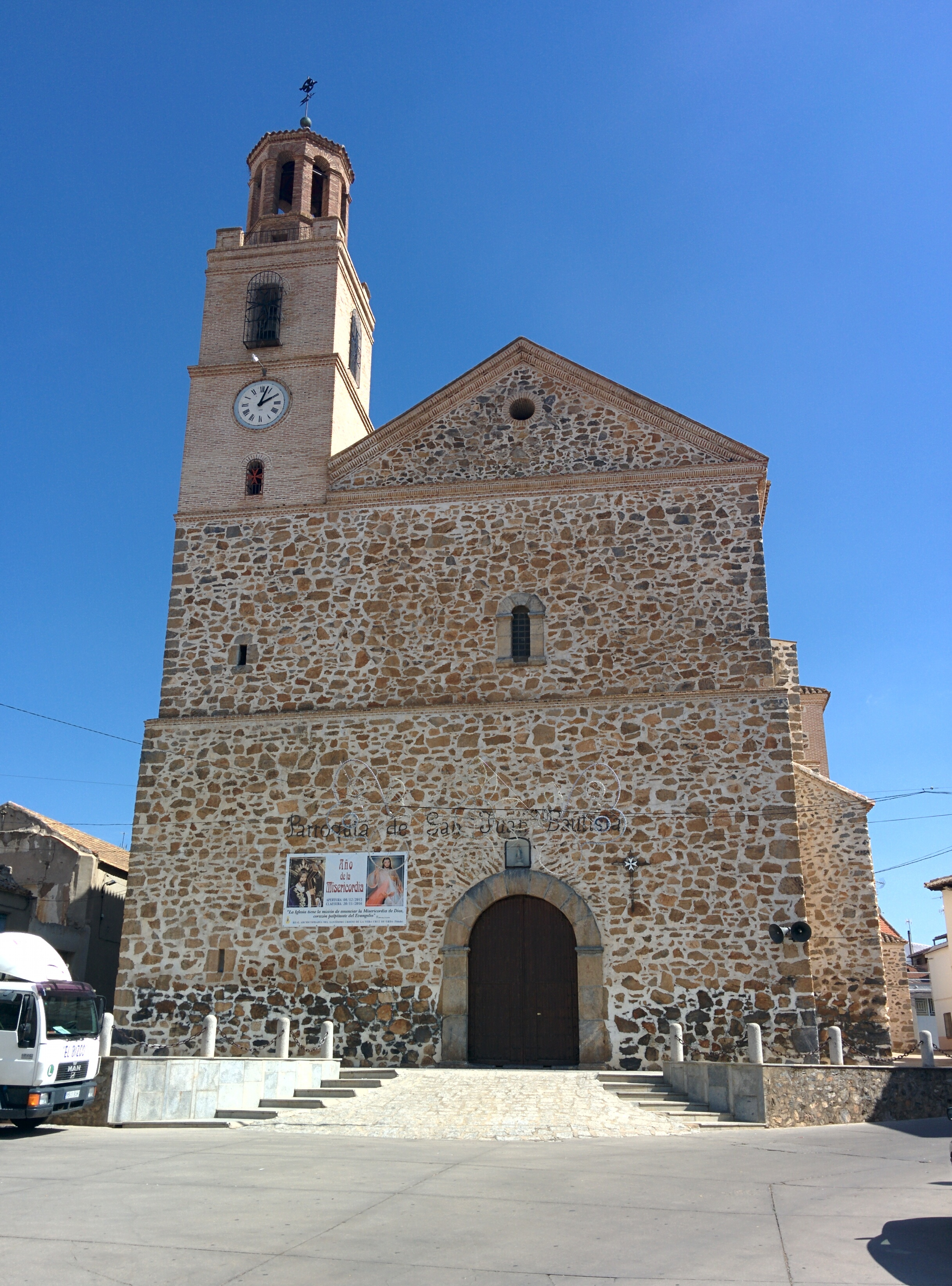
Iglesia de San Juan Bautista

La localidad es ampliamente conocida en La Mancha y en buena parte de España, debido a su imagen religiosa, el "Cristo de la Vera Cruz" o "Cristo de Urda". Además, en la localidad se puede encontrar el Museo Guerrero Malagón, que alberga desde su apertura en 1992, obras, bocetos y dibujos, de Cecilio Mariano Guerrero Malagón, reconocido pintor y escultor hijo de Urda, autor junto a su hijo Mariano Guerrero Corrales, de la puerta principal del Santuario del Cristo, también conocida como Puerta Santa, hecha totalmente en bronce. La iglesia parroquial consagrada a San Juan Bautista, y la ermita de la Concepción, que alberga la imagen de La Inmaculada Concepción. La Penitenciaría Apostólica vaticana concedió la celebración del año jubilar perpetuo en los años en que el día 29 de septiembre, solemnidad del "Santísimo Cristo de la Vera Cruz" o "Cristo de Urda", coincida en domingo. Este privilegio conlleva la indulgencia plena a aquellos que peregrinen en dicho año jubilar y el Vaticano solo lo ha concedido a ocho lugares en el mundo: Roma, Jerusalén, Santiago de Compostela, Santo Toribio de Liébana, Caravaca de la Cruz, Valencia, Ávila y Urda.

## Cultura

### Fiestas
Las ferias y fiestas de Urda, Fiestas de Interés Turístico de Castilla-La Mancha, concretamente de Interés Turístico Regional ,tienen lugar desde el 27 de septiembre hasta el 1 de octubre. Se realizan en honor al Santísimo Cristo de la Vera-Cruz de Urda, acudiendo en el día grande 29 de septiembre, peregrinos de todas las provincias de la región, y de otras muchas de la geografía española, a venerar la imagen del Cristo, también conocido, como "El Cristo de La Mancha". Además estas fiestas cuentan con numerosas actividades de ocio como actuaciones, carpas-bares, atracciones en el recinto ferial o fuegos artificiales.
Igualmente, son muy celebradas, la Festividad de la Inmaculada Concepción, patrona de la localidad, y la Festividad de San Cristóbal.

### Gastronomía
Destacan las migas manchegas. Anualmente, el 8 de diciembre, se realiza el Concurso Nacional de Migas, con ese plato como protagonista. También destacan las gachas y el pote manchego.